# رهاب المرايا
رهاب المرايا (بالإنجليزية: Spectrophobia)‏ هو حالة خاصة من مرض الرهاب النفسي والذي يتضمن شعور صاحبه بالهلع والخوف الشديد من المرايا. هذا النوع من الرهاب يختلف عن رهاب الانعكاس (eisoptrophobia)، والذي فيه يخاف الشخص من رؤية انعكاسه الشخصي في المرآة.

## المسببات
بشكل عام، الشخص المصاب برهاب المرايا قد يكون تعرض إلى صدمة نفسية سابقة، والتي فيها كان يؤمن أنه سمع أو رأى أرواحا أو أشباحا.
كما وأنه قد يكون من مسببات المرض تعرضهم لصدمات نفسية جراء مشاهدة أفلام الرعب، أو برامج التلفاز، أو برؤيتهم للكوابيس. وقد تكون صدمة نفسية سابقة تضمنت فيها مرايا هي من سببت هذا الخوف والرهاب الشديد.كما يمكن أن يكون هذا الرهاب ناتج خوف الشخص الشديد من أن يكون مراقبا عبر المرايا.

## الخوف
من يعاني من رهاب المرايا يمكن أن يخافوا ويعتقدون أن انكسار المرايا هو دليل على الحظ السيء. ويمكن أن يتسبب لهم هذا المرض بأن يعتقدوا ويخافوا أن يقفز شي مخيف من المرآة، أو يخافون رؤية شي غريب ومخيف في المرآة بحانب انعكاسهم عندما يرونها مطولا بشكل مباشر.
كم وقد يعاني آخرون من أن يعتقدوا بشكل قوي أن المرايا هي عبارة عن روابط للعالم الخارق للطبيعة أو بوابات لعالم آخر.
وآخرون يخافون من أن يشاهدوا انعكاسهم في الظلام، لأنه قد يبدو لهم مشوه ومجرف بشكل غريب. وبعض الناس قد يخافون أن يتم سحبهم عبر المرآة بواسطة قوة خارقة للطبيعة.

## العلاج
مثل أي نوع آخر من أنواع الرهاب النفسي، هذا النوع من الرهاب يمكن أن يعالج بجلسات العلاج النفسي. بعض تقنيات الاسترخاء أو قد تكون مجموعات الدعم لها تأثير أيضا.